# Poa lhasaensis
Poa lhasaensis je vrsta trave, trajnica i rizomatski geofit iz roda vlasnjača, porodice Poaceae, čija je rasprostranjenost ograničena na zapadnu Aziju (Afganistan), Kinu (Sichuana) i Tibet i Indijski potkontinent (Pakistan, Nepal, Indija).

## Sinonimi
- Poa jaunsarensis Bor; Kew Bull. 3: 143 (1948)